# Терьохін Макар Фомич
Макар Фомич Терьохін (рос. Макар Фомич Терьохін; (*17 березня 1896 — 30 березня 1967) — радянський військовий діяч, генерал-лейтенант танкових військ, Герой Радянського Союзу (1939).

## Біографія
Народився 17 березня 1896 року у селі Поляни (нині Рязанський район Рязанської області РФ) у селянській родині. Росіянин. Закінчив 7 класів.
Брав участь у Першій світовій та Громадянській війні.
З 1918 року в лавах РСЧА. У 1919 році вступив до РКП(б).
У 1931 році закінчив курси «Выстрел» та бронетанкові курси удосконалення командного складу в 1932 році.
Брав участь у боях на Халхин-Голі у 1939 році та радянсько-фінській війній 1939-40 років.
За вміле керівництво військами 11-го механізованого корпусу (1-ша армійська група) під час боїв на річці Халхин-Гол комдиву Терьохіну присвоєно було звання Героя Радянського Союзу.
У роки Другої світової війни генерал-лейтенант танкових військ Терьохін командував 2-ю армією на Далекому Сході яка в 1945 році брала участь у розгромі Квантунської армії.
Після війни командував стрілецьким корпусом, пізніше був помічником командувача військового округу. В 1949 році закінчив вищі академічні курси при Військовій академії Генштабу.
З 1954 року генерал-лейтенант Терьохін у запасі. Жив у місті Рязань.
Помер 30 березня 1967 року.

## Нагороди
17 листопада 1939 року Макару Фомичу Терьохіну присвоєно звання Героя Радянського Союзу.
Також був нагороджений:
- 3-ма орденами Леніна,
- 2-ма орденами Червоного Прапора,
- орденом Кутузова 1 ступеня,
- монгольським орденом Червоного Прапора,
- медалями.